# Идык
Идык — река в России, протекает по Кильмезскому району Кировской области. Устье реки находится в 29 км по левому берегу Валы. Длина реки составляет 38 км, площадь водосборного бассейна — 316 км².
Исток реки в лесу в 6 км к юго-западу от деревни Кокуевка (Дамаскинское сельское поселение) и в 22 км к югу от посёлка Кильмезь. Река течёт на восток и северо-восток, протекает деревни Лебединск, Мирный. Впадает в Валу у деревень Пестерево и Моторки (Моторское сельское поселение) рядом с границей с Удмуртией. В деревне Пестерево на реке запруда. Ширина реки у устья — 22 метра.

## Притоки
(указано расстояние от устья)
- 6,5 км: река Малый Идык (в водном реестре без названия, левый)
- река Нардомас (правый)
- 16 км: река Большой Арек (в водном реестре без названия, левый)
- 22 км: река Вьюг (в водном реестре без названия, правый)

## Данные водного реестра
По данным государственного водного реестра России относится к Камскому бассейновому округу, водохозяйственный участок реки — Вятка от водомерного поста посёлка городского типа Аркуль до города Вятские Поляны, речной подбассейн реки — Вятка. Речной бассейн реки — Кама.
Код объекта в государственном водном реестре — 10010300512111100039603.